# Assemblée législative de l'Ontario
Pour les articles homonymes, voir Assemblée législative.
44e législature de l'Ontario
Édifice de l'Assemblée législative
L'Assemblée législative de l'Ontario (en anglais : Legislative Assembly of Ontario) est l'unique chambre de la législature de la province canadienne de l'Ontario qu'elle forme avec le lieutenant-gouverneur, représentant du souverain dans la province. Elle siège dans l'édifice de l'Assemblée législative situé dans Queen's Park à Toronto.
L'Assemblée législative est établie par l'article 69 de la loi constitutionnelle de 1867. Elle comprend 124 députés élus au scrutin uninominal majoritaire à un tour pour un mandat de quatre ans.
La législature actuelle a été élue le 27 février 2025. Le Parti progressiste-conservateur de l'Ontario y dispose d'une majorité absolue.

## Députés
L'Assemblée législative est composée de 124 députés. Chaque député représente une circonscription électorale, où il est élu selon le mode de scrutin uninominal à un tour.
En anglais, les députés sont désignés comme Member of the Provincial Parliament ou MPP, selon une résolution adoptée en 1938, à la différence de la plupart des autres provinces canadiennes où les députés sont Members of the Legislative Assembly ou MLA.

### Composition actuelle
Cinq partis politiques sont actuellement représentés à l'Assemblée : le Parti progressiste-conservateur de l'Ontario, qui forme un gouvernement majoritaire avec 80 députés, le Nouveau Parti démocratique de l'Ontario (NPDO), qui forme l'opposition officielle avec 29 députés, le Parti libéral de l'Ontario qui compte 9 députés ainsi que le Parti vert qui compte un siège. Quatre députés siègent également comme indépendants. 
| Parti politique | Parti politique                 | Députés |
| --------------- | ------------------------------- | ------- |
|                 | Parti progressiste-conservateur | 80      |
|                 | Nouveau Parti démocratique      | 27      |
|                 | Parti libéral                   | 14      |
|                 | Parti vert                      | 2       |
|                 | Indépendant                     | 1       |
| Total           | Total                           | 124     |

## Symboles

### Armoiries
L'Assemblée législative de l'Ontario est la première et la seule législature du Canada à disposer d'armoiries propres. Celles-ci ont été remises à l'Assemblée en 1993 et élaborées par l'Autorité héraldique du Canada. Le blason, vert et or, reprend les couleurs des armoiries de l'Ontario et figure la masse cérémonielle actuelle et la première masse, datant du Parlement du Haut-Canada créé en 1792. Les supports, un cerf et une biche, portent une de loyaliste[Quoi ?], symbolisant les premiers colons de l'Ontario.

### Masse
Comme dans la plupart des assemblées législatives du système de Westminster, l'autorité de la chambre est symbolisée par une masse cérémonielle. L'actuelle masse de l'Assemblée législative de l'Ontario est la troisième à être utilisée. Elle date de la création de la Confédération canadienne en 1867.